# Усово-Тупик
Усово-Тупик — посёлок сельского типа в Одинцовском городском округе Московской области, до 2019 г. входил в состав сельского поселения Барвихинское. Население 967 человек на 2006 год.
Поселок при железнодорожной станции Белорусского направления МЖД Усово, вблизи Рублёво-Успенского шоссе, слившийся с селом Усово, высота центра над уровнем моря 161 м. Время официального возникновения посёлка пока не установлено, известно, что станция Усово построена около 1923 года.

## Население
| 1989 | 2002 | 2006 | 2010  |
| ---- | ---- | ---- | ----- |
| 764  | ↗967 | →967 | ↗1223 |

На 1989 год в посёлке числилось 329 хозяйств и 764 жителя.